# 李振興被刺斃命案

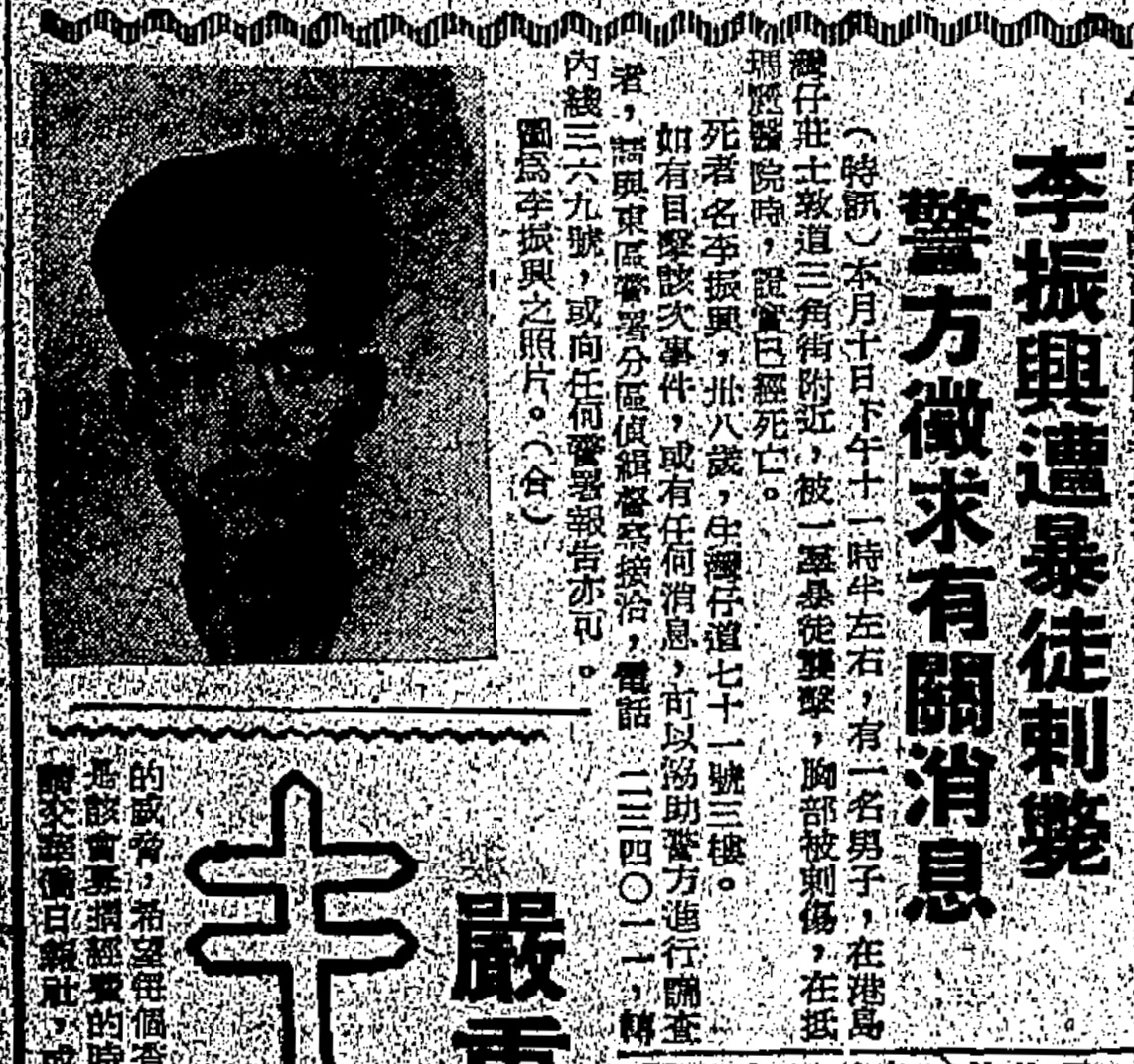
《華僑日報》在1967年7月19日報導警方在昨日向市民徵求李振興被刺斃命案的消息

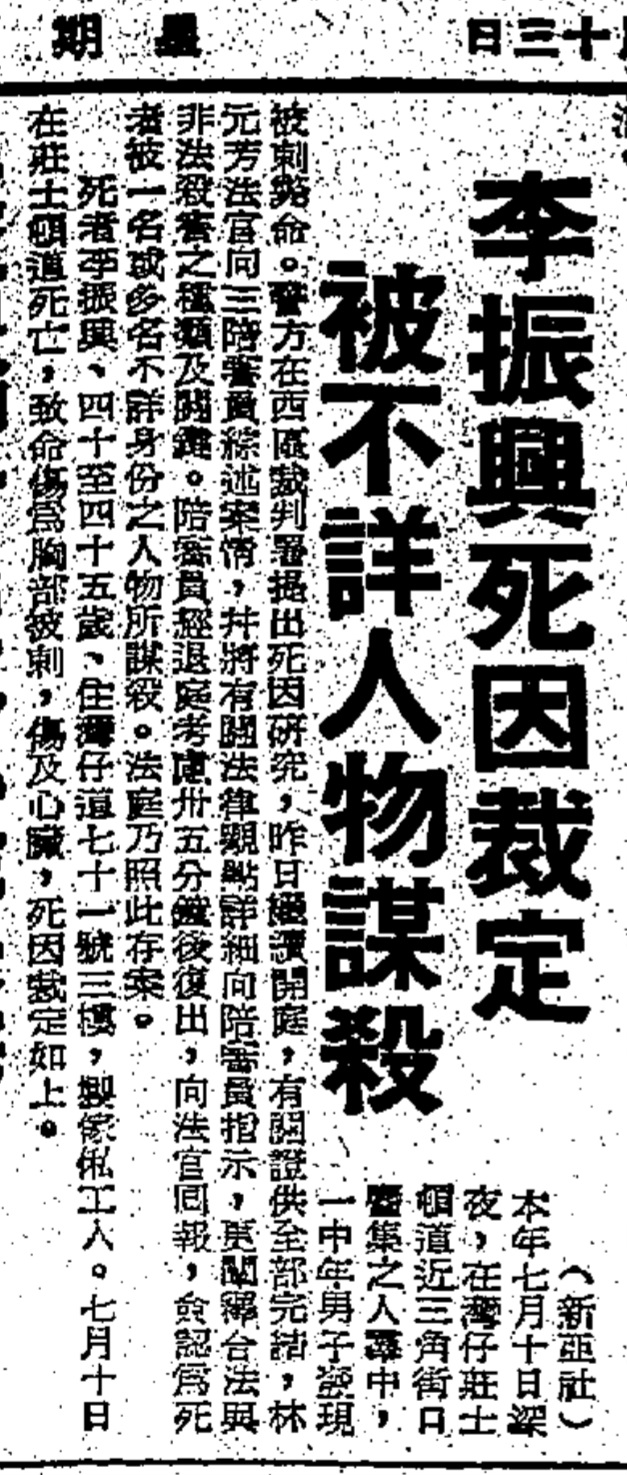
《華僑日報》在1967年10月13日報導西區裁判署死因庭於昨日經陪審團裁定李振興死於被人謀殺

李振興被刺斃命案是香港六七暴動期間的1967年7月10日，在香港島灣仔發生的一宗左派人士使用利器刺斃市民的命案。當晚11時許，38歲傢俬工人李振興在灣仔莊士敦道和三角街交界遭左派人士以利器插傷胸部，其後不支倒地，當李被送抵醫院時已傷重不治。同年10月12日死因庭裁定李振興死於被人謀殺，是在六七暴動的暴力事件中經法庭裁定遭到謀殺的第一位市民。

## 案發背景
1967年1月尾，澳門左派在中共支持下於一二·三事件成功奪取澳門政局的主導權，中共中央香港工作委員會受到鼓舞，決定在香港發起類似的騷亂。新華社香港分社社長梁威林及副社長祈烽在內部會議總結澳門左派的鬥爭成果時，聲言也要在香港「大幹一場」，並且把中共中央最高領導人毛澤東發起的文化大革命引入香港，藉著中國文革風潮鼓動在香港的左派人士參與扳倒香港政府的政治鬥爭，在1967年2月的農曆新年後，新華社香港分社和香港左派陣營開始積極尋找挑起騷亂的機會。香港左派在1967年2月起先後利用南豐紗廠兩派工人發生毆鬥，港九的士罷駛及青洲英坭工潮，企圖將這三宗由勞資糾紛引起的事件擴大及政治化，藉此發動騷亂，但都沒有成功。直到同年5月新蒲崗大有街的香港人造花廠分廠發生罷工，終於成功利用勞資糾紛策動騷亂，並透過警民衝突擴大事件。同月，香港工會聯合會理事長楊光成立簡稱「鬥委會」的「港九各界同胞反對港英迫害鬥爭委員會」，開始以「反英抗暴」為名，利用最初由勞資糾紛引起的警民衝突，轉變成顛覆香港政府的連串騷亂。

## 案發經過
1967年7月10日晚上11時，香港島灣仔莊士敦道一帶有左派暴徒發起騷亂，有暴徒在莊士敦道和春園街交界攔截一輛由跑馬地開往堅尼地城的編號15的電車，電車上的乘客慌忙逃生，電車遭潑汽油及縱火焚毀。晚上11時30分左右，居於灣仔道71號三樓的李振興在灣仔莊士敦道近三角街口附近遇上騷亂，李被一群左派人士辱罵「走狗」及襲擊，期間被利器刺傷胸部，李其後步出人群，但步行數步後即不支倒地，在場戒備的警察立即上前查看，發現李的上腹流血且有被刺傷的傷口，遂召喚救護車把他送院搶救，可是李被送抵瑪麗醫院時已經斃命，其遺體之後被轉移到殮房，由法醫進行驗屍，警方亦查找出其身份並立案調查。香港警方在7月18日發出新聞稿，要求市民就李振興被刺斃的命案提供線索，市民如目擊事件或有任何相關消息，可撥打電話234011及內線369與東區警署分區偵緝督察接洽，也可到各區警署報告。

## 死因研訊
1967年10月7日，死因裁判法庭在西區裁判署召開死因研訊，研判李振興的死因，死因庭由林元芳法官主持，並由三位陪審員一同聽取供詞及裁決。東區警署第二中隊防暴隊的一名督察在死因庭上作證，該名督察稱自己在當晚11時30分帶領所屬的中隊在灣仔莊士敦道近柯布連道交界執行任務，當時有二、三百人在三角街一帶聚集，人群中有人約30人向警方投擲玻璃樽，期間聽到人群中有一、二人高呼「打佢！打佢！走狗！走狗！」未幾見到有一名中年男子從人群中步出，行了數碼便跌倒在地上，自己決定帶領隊員上前查看，此時該名男子又站起來，但隨即再倒在路上，又見到他用手掩著腹部，當走到他身旁時，發現他的腹部有被插傷的傷口，於是立即吩咐在場的同僚為該名受傷男子召喚救護車，約15至20分鐘左右救護車抵達把該名男子送往醫院，因為當時人群和警方之間仍有約100碼的距離，雙方並未發生直接接觸，故此未有施放催淚彈，也沒有動用槍械發射彈藥，而當警方迫近人群時，人群亦立即四散奔竄。法醫呈交到死因庭的報告指出李振興的致命傷是胸部被刺並傷及心臟。10月12日，交代案情、證人作供及呈堂證供完畢，法官之後向陪審團闡述案情及法律觀點，判斷合法及非法被殺的種類及關鍵，引導陪審團進行裁決，陪審團退庭商議35分鐘後返回法庭，向法官匯報陪審員一致裁定李振興死於被一名或多名身份不詳的人謀殺，法官宣布死因庭以此存案。